# 壬申の乱を題材とした作品
ここでは壬申の乱を題材とした文芸作品、漫画、映像作品その他について説明する。

## 浄瑠璃
- 竹田出雲（2代）、近松半二「役行者大峯桜」

## 小説
- 井上靖『額田女王』新潮社<新潮文庫>、1972年10月。ISBN 4101063192
- 黒岩重吾『天の川の太陽』中央公論社、1979年。
  - 中央公論社<中公文庫>（改版版）、1996年4月。/（上巻）ISBN 412202577X、（下巻）ISBN 4122025788
- 黒岩重吾『剣は湖都に燃ゆ―壬申の乱秘話』文藝春秋<文春文庫>、1993年1月。ISBN 4167182297
- 井沢元彦『黎明の反逆者』秋田書店、1994年。（文庫版は『日本史の反逆者 私説・壬申の乱』に改題）
  - （文庫版）角川書店<角川文庫>、1997年12月。ISBN 4041662095
- 豊田有恒『大友の皇子東下り』講談社<講談社文庫>、1994年5月。ISBN 4061856758
- 梨木香歩『丹生都比売』（におつひめ）原生林、1995年11月。ISBN 4875990731
- 樋口茂子『小説 壬申の乱―星空の帝王』PHP研究所<PHP文庫>、1996年5月。ISBN 4569568947
- 倉橋寛『赤き奔河の如く』風媒社、2011年。ISBN 483315224X

## 漫画
- 里中満智子『天上の虹-持統天皇物語』（1983 - 2015年）
  - 壬申の乱は前半部分最大のクライマックスで天智天皇と大海人皇子の確執から始まり、大海人皇子の吉野行きから挙兵、近江朝の敗北、天武天皇の即位までをかなりのページを割いて描いてある。作品の主人公が持統天皇のため概ね大海人皇子側からの視点ではあるが、大友皇子についても悲劇の人物として好意的に描いてある。
- 手塚治虫『火の鳥・太陽篇』（1986 - 1988年）
  - 2人の主人公（実は転生による同一人）により古代と近未来とで2つの物語を平行して進行する。そのうちの古代篇の後半が壬申の乱に当てはめられている。天智・大友を仏教を以て国家統制を行う勢力としてとらえ、大海人皇子側ははじめは信仰の自由を認める立場である。だが大海人が勝利して天武天皇として即位した後には、支配の手段として太陽神（その実体は火の鳥）の権威を借りた国家支配をおこない、かつての主張が変わっていく様子が描かれる。2004年にはNHKハイビジョンでアニメ化されている。
- 中村真理子『天智と天武-新説・日本書紀-』
- 藤田素子『額田王』

## テレビドラマ
- 『額田女王』（1980年、テレビ朝日） - 井上靖の同名の歴史小説のドラマ化。脚本は中島丈博。主演は岩下志麻。

## 舞台演劇
- 野田秀樹『贋作・桜の森の満開の下』（1989年、劇団夢の遊眠社） - あらすじは坂口安吾『夜長姫と耳男』を下敷きにしているが、仏像の制作を競い合う3人の匠のうち1人が「オオアマ」すなわち大海人皇子となっており、鬼門を開けて叛乱を起こす。
- 『天上の虹〜星になった万葉人〜』（1995年、OSK日本歌劇団） - 里中満智子の漫画『天上の虹』の舞台化。

## アニメ
- 『火の鳥・太陽篇』（2004年、NHKハイビジョン）

## ボードゲーム
- 「壬申の乱」 アドテクノス
- ウォーゲーム日本史第19号「進撃の大海人 壬申の乱」 国際通信社（デザイナー：ドナルド・ブース）
- ゲームジャーナル第12号「日本史の宴」「壬申の乱」 シミュレーションジャーナル（アドテクノス製品の再版）

## 音楽
- 天地雅楽「壬申ノ乱」 - 「飛鳥ものがたり-EP (2014年)」収録